# Contentmarketing
Contentmarketing omvat alle soorten marketing waarbij 'content' – inhoud of informatie voor de consument – wordt gemaakt en verspreid. Die content kan zowel tekstueel als audiovisueel zijn, gaande van nieuws- en blogberichten over casestudy's en handleidingen tot video's en infographics. 
Gewoonlijk gebruiken marketeers contentmarketing voor branding, al kan het ook gebruikt worden voor klantwerving en behoud. In tegenstelling tot traditionele reclame, tracht een onderneming of marketingbureau met contentmarketing geen diensten of producten te verkopen, maar consumenten informatie of advies te geven en op die manier vertrouwen of gezag op te bouwen. Afhankelijk van het precieze streefdoel, wordt de content gratis aangeboden of (deels) achter een paywall bewaard.
Traditionele voorbeelden van contentmarketing, die al dateren van nog vóór de term zelf bestond, zijn klantenmagazines, culinaire gidsen en kookboeken. In de jaren 2010 groeide contentmarketing aan de hand van blogs, video's en infographics uit tot een van de belangrijkste takken van internetmarketing. Contentmarketing is als onderdeel van een internetmarketingstrategie nauw verbonden met zoekmachineoptimalisatie of 'SEO'. Copywriters die content schrijven, moeten doorgaans rekening houden met SEO-technieken, zoals het gebruik van specifieke zoektermen. 